# Peter Winiwarter
Peter Winiwarter, né le 4 octobre 1945 à Sankt Valentin (Autriche) et mort le 8 juin 2009 à Villerable (Loir-et-Cher, France), est un scientifique franco-autrichien, spécialiste des systèmes complexes. À la suite de ses premières publications importantes présentant les Lois de Genèse I et II,, le biologiste généticien Albert Jacquard fait son éloge, en relevant « que à un âge où tout le monde parle de complexité de manière parfois trop excessive, il est agréable de voir un scientifique proposer une définition qui permet de quantifier la complexité des systèmes auto-organisés, avec la formule C = I × R ; I étant l’information (au sens de Shannon) et R l’écart relatif entre la somme des énergies au repos des composants d’un système et l’énergie globale du système lui-même »...« Winiwarter permet de poser comme « principe » fondamental que la complexité d’un système ne peut que croître, ou rester constant (ΔC ≥ 0).(…). On peut alors montrer que le second principe de thermodynamique peut se déduire dans le cas particulier des systèmes isolés de ce principe de croissance de la complexité, et de manière spéculative, à tout système auto-organisé. »
Le médecin psychiatre et professeur agrégé André Bourguignon reconnait que cette méthode peut avoir un impact majeur sur notre façon d’appréhender le sens de l’évolution en raisonnant à partir d’analyses fondamentales des comportements de la matière.« Cette méthode d’analyse basée sur la distribution des tailles de populations (inspirée des modèles de distribution type Pareto, Zipf et Mandelbrot) permet d’ouvrir la voie à une nouvelle conception de la théorie générale de l’évolution des systèmes complexes auto-organisés, de la nucléosynthèse cosmique à l’hominisation, ouvrant la possibilité de vérifications empiriques nombreuses dans les domaines les plus divers. » Enfin, le livre Symmetry, Potentiality and Reversibility, résultat du premier congrès international sur l’Évolution et Développement de l’Univers organisé à l’École normale supérieure (Paris) et financé par l’institut des systèmes complexes de Paris, auquel il participe activement, les 8 et 9 octobre 2008, comme « pygmalion » de cette initiative et comme conférencier, est dédié à sa mémoire.

## Éducation et formation
Peter Winiwarter est né en Autriche le 4 octobre 1945 à St. Valentin, dans une famille de chirurgiens, où son père dirige un hôpital de province. Il reçoit une éducation rigoureuse au Humanistic Gymnasium de Linz (de), avec un copieux programme de latin, grec et mathématique. À l’âge de 17 ans, il gagne une bourse de l’American Field Service pour étudier aux États-Unis durant un an en Californie (Brawley), où il sera remarqué par ses professeurs du lycée pour son excellence exceptionnelle. Il devient parfaitement bilingue en Anglais. De retour en Autriche en 1964, il étudie à l’Université de Vienne, la physique, la chimie, les mathématiques, la philosophie et obtient son Doctorat en Physique Nucléaire en 1970 à I’Institut für Radiumforschung (en), sous la direction du Dr Phil. Peter Hille, avec pour sujet de thèse La Distribution Spin de Densité Nucléaire.

## Carrière et recherche
En 1970, Winiwarter reçoit une bourse du ministère autrichien de l’Éducation pour travailler sur la première base de données mondial Nuclear Data Bank à l’Agence pour l’énergie nucléaire, à Saclay, France. En 1971, il reçoit une bourse des Nations unies pour travailler comme consultant scientifique sur le premier accélérateur de particule dirigé par le prix Nobel de Physique Ilia M. Franck, à Doubna en URSS à l'Institut unifié de recherches nucléaires,. Cette expérience de chercheur occidental immergé dans la psychose du régime soviétique et dans un contexte de guerre froide à son apogée, marquera durablement sa conscience de chercheur humaniste, et lui inspirera même l’écriture d’un roman autobiographique Nietschevo. Il deviendra ainsi également Russophone.
Après un passage à l’Agence internationale de l’énergie atomique comme consultant, il décide de passer un MBA à l’INSEAD, dans le but de se rapprocher du management des systèmes informatiques intégrés aux agents économiques. Dans ce sens, à partir de 1973, il travaille comme consultant pour Arthur D. Little, notamment en Algérie, et sur d’autres missions en Europe de l’Ouest.
En 1978, Peter Winiwarter s’installe en France, dans le Perche à Boursay, dans une vielle ferme qui restaurée, deviendra en 1983, le Bordalier Institute, centre de recherche interdisciplinaire, où il invitera des chercheurs et rédigera ces principaux articles de recherches. Spécialiste d’un domaine très interdisciplinaire et nouveau pour l’époque, ses initiatives pour intégrer en France le CNRS (Biologie Théorique) comme chercheur, et à l’ENS comme professeur n’aboutiront pas. Par sa nationalité autrichienne, il n’obtiendra finalement qu’un poste de Visiting Professor à l’Université Pierre-et-Marie-Curie durant une année académique en 1986. 
Le biologiste belge Ilya Prigogine s’intéresse à ses publications et l’invite à un séminaire en 1983, il coécrit des articles avec le mathématicien probabiliste français Bertrand Roehner,enfin l’ingénieur polonais, le Professeur émérite Czeclaw Cempel (pl),. L’océanographe espagnole Beatriz Vidondo, la géographe française Denise Pumain utilisent dans leur domaine respectif les modèles de Winiwarter,. Le chimiste allemand Manfred Eigen, directeur de l’Institut Max Planck pour la chimie biophysique, père de la théorie des Hypercycles (en) lit assidûment ses publications et encourage officiellement ses recherches.  
De 1988 à 2006, il travaillera donc essentiellement pour le secteur privé comme Principal Technical Advisor IP Group (en), Havas), poste principalement dédié à la conception de programme algorithmique lié à la Médiamétrie.  
Au-delà des sciences dures, il publiera aussi des articles liés à la philosophie du langage et à la linguistique, tel A periodic system of system concepts comme à la question métaphysique que pose l’auto-organisation des systèmes fermés ou ouverts,.  
Un an avant sa disparition, il encourage le philosophe des sciences Clément Vidal et participe au lancement du premier congrès international sur l’Évolution et Développement de l’Univers organisé à l’École normale supérieure (Paris) en 2008, et y présente ses derniers travaux,.

## Vie personnelle, héritage scientifique
Peter Winiwarter se marie en 1996 avec sa concubine depuis 1978, l’artiste sculpteur française Elsa Genèse, et obtiendra la nationalité française en 2001. Avec sa passion pour les chevaux percherons, il lance un élevage obtenant même un statut d’agriculteur-éleveur à partir de 1991.
À partir de 1998, travaillant dans un monde des affaires pas fait pour sa nature idéaliste et perfectionniste, il commence à souffrir de symptômes liés au trouble bipolaire qui l’obligeront jusqu’à 2005 à effectuer divers séjours en Hôpital Psychiatrique. Grâce à un suivi médicalisé accepté, son état se stabilise enfin, mais il meurt le 8 juin 2009 dans un accident de voiture sur la route de Tours près de Villerable, en se rendant à un examen médical en vue d’une opération bénigne du cœur.
En janvier 2009, 5 mois avant son accident mortel, il crée le site internet www.BordalierInstitute.com, où sont publiés l’ensemble de ces articles de recherches, et pour la première fois, un livre Neural Network Nature (3 chapitres, 189 Pages). Ce document reprend l’ensemble de son œuvre scientifique dans le but d’atteindre un plus vaste public d’experts ou d’amateurs, et faire transmettre l’idée pivot qu’un même modèle de création et d’évolution génère et régule non seulement les écosystèmes observés par les lois de Pareto, Zipf et Mandelbrot (PZM), mais aussi à des systèmes très divers situés à d’autres niveaux hiérarchiques très différents : Des systèmes les plus grands comme ceux qui organisent les étoiles dans l’univers, ou au niveau plus terrestre, la distribution des villes, celui d’internet avec le World Wilde Web, ou des populations de bactéries.
En 2022, lors de la dissolution du Bordalier Institute suite de la vente du domaine par sa veuve, une partie des ouvrages scientifiques de la bibliothèque de Peter Winiwarter, est donnée au Centre de Recherche Interdisciplinaire Leo Apostel de l’Université libre de Bruxelles, mais le site internet où sont archivés ces travaux et articles, reste accessible.
Sur sa sépulture à Saint-Marc-du-Cor, est écrit « Natura est Sapienza » (La Nature est Sagesse).

## Membres
- Académie autrichienne des sciences
- International Society for System Science (Président Division française, 1986-88)
- International Neural Network Society,
- Académie des sciences de New York